# جورج سومي
جورج مالكي سومي (مواليد 1943) هو وزير الري في سوريا. خبير في الري واستصلاح الأراضي.

## النشأة والتعليم والمسيرة المهنية
ولد سومي في القامشلي في عام 1943. حصل على درجة الدكتوراه في العلوم التقنية في مجال الري واستصلاح الأراضي من معهد موسكو للبحوث العلمية للهيدروتكنيك واستصلاح الأراضي في عام 1975.
- مدير مديرية الري واستخدام المياه في وزارة الزراعة، 1986-2003
- عضو مجلس أمناء المركز الدولي للبحوث الزراعية في المناطق الجافة (إيكاردا)
- رئيس الفريق العربي لترشيد استخدام المياه في الزراعة العربية بالمنظمة العربية للتنمية الزراعية
- خبير في الأمم المتحدة في مجال الإدارة المتكاملة للموارد المائية
- خبير في هيئة تخطيط الدولة
- العمل مع الصندوق الدولي للتنمية الزراعية بشأن حالة المياه في المنطقة الشمالية الشرقية
- عمل مستشارا في لجنة الري في مجلس الشعب
- لديه أكثر من 265 منشورات في مجال بحوث المياه[2]

## الحياة الشخصية
سومي متزوج وله ابن مارفن وبنتان مارينا وجورجيت.